# Paul Wadsten
Paul (Paulus) Wadsten, född 20 november 1740 i Eksjö, Jönköpings län, död 3 oktober 1815 i Paulifors, Vetlanda församling, Jönköpings län, var en svensk målare och bildhuggare,
Han var son till målaren Peter Erlandsson Wadsten och Maria Hagman samt bror till Anders Georg, Carl Fredrik och Johan Henrik Wadsten samt farbror till Lars Peter Wadsten och Erland Wadsten. Han dekorerade självständigt kyrkorna i Norra Sandsjö kyrka och Bäckseda kyrka den senare nedbrunnen 1915 samt en större altartavla till Norra Sandsjö kyrka. Tidvis arbetade han ihop med sin broder Anders Georg Wadsten och tillsammans utförde de dekorationsmålningar i Föra kyrka 1762 som de signerade med sina namn på predikstolen. Dessutom målade de altartavlor till Högsrums kyrka och Köpings kyrka samt en signerad takmålning i en loftbod i Sörebo som numera återfinns vid Kristdala hembygdsgård.